# Nové Město (Liberec)
Nové Město – część miasta Liberec. Znajduje się w zachodniej części centrum miasta. Zarejestrowanych jest tutaj 449 adresów i mieszka na stałe ponad 3 000 osób.